# Parigi-Nizza 2023
La Parigi-Nizza 2023, ottantunesima edizione della corsa, valida come quarta prova dell'UCI World Tour 2023 categoria 2.UWT, si svolse in otto tappe dal 5 al 12 marzo 2023 su un percorso di 1 003,7 km, contro i 1 201,2 inizialmente previsti a causa dell'annullamento della sesta frazione, con partenza da La Verrière e tradizionale arrivo a Nizza, in Francia. La vittoria fu appannaggio dello sloveno Tadej Pogačar, il quale completò il percorso in 24h01'38", alla media di 41,110 km/h, davanti al francese David Gaudu e al danese Jonas Vingegaard.
Al traguardo di Nizza 117 corridori, dei 154 partiti da La Verrière, completarono la corsa.

## Tappe
| Tappa  | Data     | Percorso                                               | km              | Vincitore di tappa | Leader cl. generale |
| ------ | -------- | ------------------------------------------------------ | --------------- | ------------------ | ------------------- |
| 1ª     | 5 marzo  | La Verrière > La Verrière                              | 169,5           | Tim Merlier        | Tim Merlier         |
| 2ª     | 6 marzo  | Bazainville > Fontainebleau                            | 164             | Mads Pedersen      | Mads Pedersen       |
| 3ª     | 7 marzo  | Dampierre-en-Burly > Dampierre-en-Burly (cronosquadre) | 32,2            | Jumbo-Visma        | Magnus Cort Nielsen |
| 4ª     | 8 marzo  | Saint-Amand-Montrond > La Loge des Gardes              | 165             | Tadej Pogačar      | Tadej Pogačar       |
| 5ª     | 9 marzo  | Saint-Symphorien-sur-Coise > Saint-Paul-Trois-Châteaux | 212,5           | Olav Kooij         | Tadej Pogačar       |
| 6ª     | 10 marzo | Tourves > La Colle-sur-Loup                            | 197,5           | annullata          | Tadej Pogačar       |
| 7ª     | 11 marzo | Nizza > Col de la Couillole                            | 143             | Tadej Pogačar      | Tadej Pogačar       |
| 8ª     | 12 marzo | Nizza > Nizza                                          | 117,5           | Tadej Pogačar      | Tadej Pogačar       |
| Totale | Totale   | Totale                                                 | 1 201,2 1 003,7 |                    |                     |

## Squadre e corridori partecipanti
Al via 22 formazioni.
| N.      | Cod. | Squadra               |
| ------- | ---- | --------------------- |
| 1-7     | TJV  | Jumbo-Visma           |
| 11-17   | JAY  | Team Jayco AlUla      |
| 21-27   | IGD  | Ineos Grenadiers      |
| 31-37   | UAD  | UAE Team Emirates     |
| 41-47   | BOH  | Bora-Hansgrohe        |
| 51-57   | DSM  | Team DSM              |
| 61-67   | GFC  | Groupama-FDJ          |
| 71-77   | TBV  | Bahrain Victorious    |
| 81-87   | COF  | Cofidis               |
| 91-97   | ACT  | AG2R Citroën Team     |
| 101-107 | EFE  | EF Education-EasyPost |

| N.      | Cod. | Squadra                  |
| ------- | ---- | ------------------------ |
| 111-117 | ARK  | Team Arkéa-Samsic        |
| 121-127 | MOV  | Movistar Team            |
| 131-137 | TFS  | Trek-Segafredo           |
| 141-147 | SOQ  | Soudal Quick-Step        |
| 151-157 | LTD  | Lotto Dstny              |
| 161-167 | TEN  | TotalEnergies            |
| 171-177 | ADC  | Alpecin-Deceuninck       |
| 181-187 | ICW  | Intermarché-Circus-Wanty |
| 191-197 | AST  | Astana Qazaqstan Team    |
| 201-207 | IPT  | Israel-Premier Tech      |
| 211-217 | UXT  | Uno-X Pro Cycling Team   |

## Dettagli delle tappe

### 1ª tappa
- 5 marzo: La Verrière > La Verrière - 169,4 km

Risultati
| Pos. | Corridore     | Squadra | Tempo    |
| ---- | ------------- | ------- | -------- |
| 1    | Tim Merlier   | Soudal  | 3h50'52" |
| 2    | Sam Bennett   | Bora    | s.t.     |
| 3    | Mads Pedersen | Trek    | s.t.     |

| Pos. | Corridore     | Squadra | Tempo    |
| ---- | ------------- | ------- | -------- |
| 1    | Tim Merlier   | Soudal  | 3h50'42" |
| 2    | Sam Bennett   | Bora    | a 4"     |
| 3    | Tadej Pogačar | UAE     | s.t.     |

### 2ª tappa
- 6 marzo: Bazainville > Fontainebleau - 167,4 km

Risultati
| Pos. | Corridore     | Squadra | Tempo    |
| ---- | ------------- | ------- | -------- |
| 1    | Mads Pedersen | Trek    | 3h28'57" |
| 2    | Olav Kooij    | Jumbo   | s.t.     |
| 3    | Magnus Cort   | EF      | s.t.     |

| Pos. | Corridore     | Squadra | Tempo    |
| ---- | ------------- | ------- | -------- |
| 1    | Mads Pedersen | Trek    | 7h19'35" |
| 2    | Tadej Pogačar | UAE     | a 2"     |
| 3    | Tim Merlier   | Soudal  | a 4"     |

### 3ª tappa
- 7 marzo: Dampierre-en-Burly > Dampierre-en-Burly - cronosquadre - 32,2 km

Risultati
| Pos. | Squadra               | Tempo  |
| ---- | --------------------- | ------ |
| 1    | Jumbo-Visma           | 33'55" |
| 2    | EF Education-EasyPost | a 1"   |
| 3    | Team Jayco AlUla      | a 4"   |

| Pos. | Corridore           | Squadra | Tempo    |
| ---- | ------------------- | ------- | -------- |
| 1    | Magnus Cort Nielsen | EF      | 7h53'41" |
| 2    | N. Van Hooydonck    | Jumbo   | a 1"     |
| 3    | Michael Matthews    | Jayco   | a 3"     |

### 4ª tappa
- 8 marzo: Saint-Amand-Montrond > La Loge des Gardes - 164,7 km

Risultati
| Pos. | Corridore     | Squadra  | Tempo    |
| ---- | ------------- | -------- | -------- |
| 1    | Tadej Pogačar | UAE      | 4h01'17" |
| 2    | David Gaudu   | Groupama | a 1"     |
| 3    | Gino Mäder    | Bahrain  | a 34"    |

| Pos. | Corridore        | Squadra  | Tempo     |
| ---- | ---------------- | -------- | --------- |
| 1    | Tadej Pogačar    | UAE      | 11h55'00" |
| 2    | David Gaudu      | Groupama | a 10"     |
| 3    | Jonas Vingegaard | Jumbo    | a 44"     |

### 5ª tappa
- 9 marzo: Saint-Symphorien-sur-Coise > Saint-Paul-Trois-Châteaux - 212,4 km

Risultati
| Pos. | Corridore     | Squadra | Tempo    |
| ---- | ------------- | ------- | -------- |
| 1    | Olav Kooij    | Jumbo   | 5h19'54" |
| 2    | Mads Pedersen | Trek    | s.t.     |
| 3    | Tim Merlier   | Soudal  | s.t.     |

| Pos. | Corridore        | Squadra  | Tempo     |
| ---- | ---------------- | -------- | --------- |
| 1    | Tadej Pogačar    | UAE      | 17h14'52" |
| 2    | David Gaudu      | Groupama | a 6"      |
| 3    | Jonas Vingegaard | Jumbo    | a 46"     |

### 6ª tappa
- 10 marzo: Tourves > La Colle-sur-Loup - 197,4 km

Cancellata per condizioni meteo avverse (vento forte)

### 7ª tappa
- 11 marzo: Nizza > Col de la Couillole - 142,9 km

Risultati
| Pos. | Corridore        | Squadra  | Tempo    |
| ---- | ---------------- | -------- | -------- |
| 1    | Tadej Pogačar    | UAE      | 3h56'08" |
| 2    | David Gaudu      | Groupama | a 2"     |
| 3    | Jonas Vingegaard | Jumbo    | a 6"     |

| Pos. | Corridore        | Squadra  | Tempo     |
| ---- | ---------------- | -------- | --------- |
| 1    | Tadej Pogačar    | UAE      | 21h10'50" |
| 2    | David Gaudu      | Groupama | a 12"     |
| 3    | Jonas Vingegaard | Jumbo    | a 58"     |

### 8ª tappa
- 12 marzo: Nizza > Nizza - 118,4 km

Risultati
| Pos. | Corridore        | Squadra  | Tempo    |
| ---- | ---------------- | -------- | -------- |
| 1    | Tadej Pogačar    | UAE      | 2h51'02" |
| 2    | Jonas Vingegaard | Jumbo    | a 33"    |
| 3    | David Gaudu      | Groupama | s.t      |

| Pos. | Corridore        | Squadra  | Tempo     |
| ---- | ---------------- | -------- | --------- |
| 1    | Tadej Pogačar    | UAE      | 24h01'38" |
| 2    | David Gaudu      | Groupama | a 53"     |
| 3    | Jonas Vingegaard | Jumbo    | a 1'39"   |

## Evoluzione delle classifiche
| Tappa              | Vincitore          | Classifica generale Maglia gialla | Classifica a punti Maglia verde | Classifica scalatori Maglia a pois | Classifica giovani Maglia bianca | Classifica a squadre Numero giallo |
| ------------------ | ------------------ | --------------------------------- | ------------------------------- | ---------------------------------- | -------------------------------- | ---------------------------------- |
| 1ª                 | Tim Merlier        | Tim Merlier                       | Tim Merlier                     | Neilson Powless                    | Tadej Pogačar                    | Trek-Segafredo                     |
| 2ª                 | Mads Pedersen      | Mads Pedersen                     | Mads Pedersen                   | Jonas Gregaard                     | Tadej Pogačar                    | EF Education-EasyPost              |
| 3ª                 | Jumbo-Visma        | Magnus Cort Nielsen               | Mads Pedersen                   | Jonas Gregaard                     | Kelland O'Brien                  | Jumbo-Visma                        |
| 4ª                 | Tadej Pogačar      | Tadej Pogačar                     | Tadej Pogačar                   | Jonas Gregaard                     | Tadej Pogačar                    | Team Jayco AlUla                   |
| 5ª                 | Olav Kooij         | Tadej Pogačar                     | Mads Pedersen                   | Jonas Gregaard                     | Tadej Pogačar                    | Team Jayco AlUla                   |
| 6ª                 | cancellata         | Tadej Pogačar                     | Mads Pedersen                   | Jonas Gregaard                     | Tadej Pogačar                    | Team Jayco AlUla                   |
| 7ª                 | Tadej Pogačar      | Tadej Pogačar                     | Tadej Pogačar                   | Jonas Gregaard                     | Tadej Pogačar                    | Team Jayco AlUla                   |
| 8ª                 | Tadej Pogačar      | Tadej Pogačar                     | Tadej Pogačar                   | Jonas Gregaard                     | Tadej Pogačar                    | Team Jayco AlUla                   |
| Classifiche finali | Classifiche finali | Tadej Pogačar                     | Tadej Pogačar                   | Jonas Gregaard                     | Tadej Pogačar                    | Team Jayco AlUla                   |

Maglie indossate da altri ciclisti in caso di due o più maglie vinte
- Nella 2ª tappa Sam Bennett ha indossato la maglia verde al posto di Tim Merlier.
- Nella 3ª tappa Olav Kooij ha indossato la maglia verde al posto di Mads Pedersen.
- Nella 5ª tappa Mads Pedersen ha indossato la maglia verde al posto di Tadej Pogačar.
- Nella 5ª e dalla 7ª all'8ª tappa Matteo Jorgenson ha indossato la maglia bianca al posto di Tadej Pogačar.
- Nell'8ª tappa Olav Kooij ha indossato la maglia verde al posto di Tadej Pogačar.

## Classifiche finali

### Classifica generale - Maglia gialla
| Pos. | Corridore        | Squadra  | Tempo     |
| ---- | ---------------- | -------- | --------- |
| 1    | Tadej Pogačar    | UAE      | 24h01'38" |
| 2    | David Gaudu      | Groupama | a 53"     |
| 3    | Jonas Vingegaard | Jumbo    | a 1'39"   |
| 4    | Simon Yates      | Jayco    | a 2'14"   |
| 5    | Gino Mäder       | Bahrain  | a 2'56"   |
| 6    | Neilson Powless  | EF       | a 3'17"   |
| 7    | Romain Bardet    | DSM      | a 3'19"   |
| 8    | Matteo Jorgenson | Movistar | s.t.      |
| 9    | Pavel Sivakov    | Ineos    | a 4'05"   |
| 10   | Jack Haig        | Bahrain  | a 4'56"   |

### Classifica a punti - Maglia verde
| Pos. | Corridore        | Squadra  | Punti |
| ---- | ---------------- | -------- | ----- |
| 1    | Tadej Pogačar    | UAE      | 65    |
| 2    | David Gaudu      | Groupama | 41    |
| 3    | Olav Kooij       | Jumbo    | 34    |
| 4    | Jonas Vingegaard | Jumbo    | 26    |
| 5    | Simon Yates      | Jayco    | 16    |

### Classifica scalatori - Maglia a pois
| Pos. | Corridore        | Squadra  | Punti |
| ---- | ---------------- | -------- | ----- |
| 1    | Jonas Gregaard   | Uno-X    | 45    |
| 2    | Tadej Pogačar    | UAE      | 32    |
| 3    | David Gaudu      | Groupama | 15    |
| 4    | Pascal Eenkhoorn | Lotto    | 11    |
| 5    | Wout Poels       | Bahrain  | 10    |

### Classifica giovani - Maglia bianca
| Pos. | Corridore        | Squadra  | Tempo     |
| ---- | ---------------- | -------- | --------- |
| 1    | Tadej Pogačar    | UAE      | 24h01'38" |
| 2    | Matteo Jorgenson | Movistar | a 3'19"   |
| 3    | Kévin Vauquelin  | Arkéa    | a 14'52"  |
| 4    | Michel Ries      | Arkéa    | a 35'50"  |
| 5    | Anthon Charmig   | Uno-X    | a 41'20"  |

### Classifica a squadre
| Pos. | Squadra            | Tempo     |
| ---- | ------------------ | --------- |
| 1    | Team Jayco AlUla   | 71h18'58" |
| 2    | Bahrain Victorious | a 10'12"  |
| 3    | Groupama-FDJ       | a 16'43"  |
| 4    | AG2R Citroën Team  | a 20'19"  |
| 5    | Jumbo-Visma        | a 32'09"  |